# Stephanopachys substriatus
Espèce
Synonymes
- Apate rhapontica Motschulsky, 1853[1]
- Apate substriatus Paykull, 1800[1]
- Dinoderus pacificus Casey, 1898[1]
- Rhyzopertha sachalinensis Matsumura, 1911[1]
- Stephanopachys sachalinensis (Matsumura, 1911)[1]

Stephanopachys substriatus est une espèce de coléoptères saproxyliques de la famille des Bostrichidae. Elle se rencontre en Europe, en Asie du Nord (sauf en Chine) et en Amérique du Nord. En France elle n’a été observée que dans les Hautes-Alpes (en particulier dans le parc du Queyras) et dans les Alpes-de-Haute-Provence. Plus récemment, elle a été observée plus au sud, dans les Alpes-Maritimes.
Elle figure, avec Stephanopachys linearis, à l’annexe II de la Directive Habitats-Faune-Flore. Les États membres de l’UE doivent proposer des sites Natura 2000 pour préserver son milieu.

## Systématique
L'espèce Stephanopachys substriatus a été décrite pour la première fois en 1800 par l'entomologiste suédois Gustav von Paykull (1757-1826) sous le protonyme Apate substriatus.

## Habitat
Cet insecte se développe sur des arbres abîmés accidentellement, par exemple à cause de chutes de pierres, d’avalanches, de tempêtes, d’incendies ou encore de passage d’engins motorisés pour l’exploitation forestière. En France, il semble apprécier particulièrement  le Mélèze, mais dans d’autres pays il a été trouvé sur le Pin sylvestre, le Pin cembro ou l’Épicéa. Les arbres doivent être gros afin de présenter une écorce épaisse qui se trouve décollée par l’accident. Stephanopachys substriatus s’installe sous cette écorce où il pourra pondre, et ses larves pourront se développer.